# Рукописи не горят

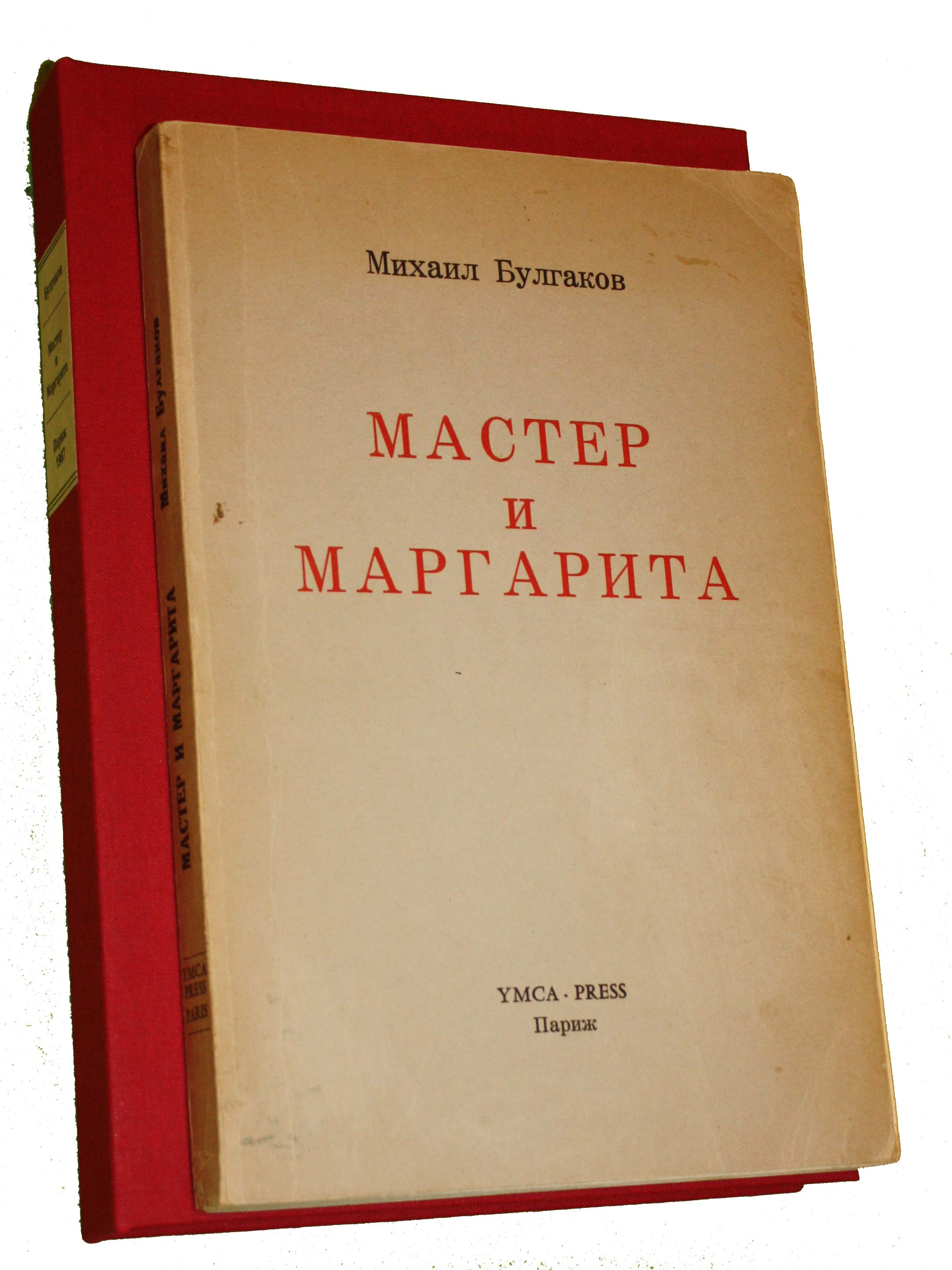
Первый полный книжный вариант романа «Мастер и Маргарита». Париж, издательство YMCA-Press, 1967 год

«Рукописи не горят» — крылатое выражение, означающее, что настоящее произведение искусства нетленно, его нельзя уничтожить и запретить, оно рано или поздно будет принято и оценено публикой. Часто употребляется в форме с восклицательным знаком: «Рукописи не горят!». Афоризм является цитатой из романа русского писателя Михаила Булгакова «Мастер и Маргарита» (1928—1940), который при его жизни не был завершён и не публиковался.
В главе 24 «закатного» романа Воланд при знакомстве с Мастером желает ознакомиться с его книгой, которая, оказывается, была сожжена автором из-за преследований со стороны критиков и властей. После этого Сатана отвечает, что «рукописи не горят», и по его указанию его помощник кот-оборотень Бегемот тотчас вытаскивает из стопки рукописей произведение Мастера. Книга была сожжена второй раз другим подручным Сатаны — Азазелло, — но всё же её текст дошёл до читателя. Булгаков неоднократно уничтожал рукописи своих сочинений (пьеса «Сыновья муллы», дневник «Под пятой», первая и вторая редакция (частично) «Мастера и Маргариты»), но их тексты по ряду обстоятельств сумели сохраниться. Выражение имеет как автобиографическое, так и литературное происхождение.

## В романе
Мастер, бывший профессиональный историк, написал роман о Понтии Пилате и истории последних дней жизни Иешуа Га-Ноцри. Однако первая же попытка опубликовать книгу вызвала волну критики со стороны советских литераторов. Из-за этой травли и ареста он постепенно сошёл с ума, отказался от борьбы за своё творение, попал в психиатрическую клинику и в отчаянии сжёг свой роман. До этих событий у него были любовные отношения с Маргаритой, которая была замужем за известным и богатым военным инженером. Чтобы спасти своего возлюбленного, она принимает предложение Воланда, повелителя сил Тьмы, стать королевой и хозяйкой «Великого бала у Сатаны». В благодарность за это он выполняет её желание — вернуть ей Мастера — и переносит его из лечебницы в «нехорошую квартиру». После этого в главе 24 романа «Извлечение Мастера» Мастер знакомится с Воландом. Последний пожелал прочитать книгу о Пилате, однако, узнав, что она погибла в огне, возразил, что это невозможно:
— Простите, не поверю, — ответил Воланд, — этого быть не может, рукописи не горят. — Он повернулся к Бегемоту и сказал: — Ну-ка, Бегемот, дай сюда роман.
Кот моментально вскочил со стула, и все увидели, что он сидел на толстой пачке рукописей. Верхний экземпляр кот с поклоном подал Воланду. Маргарита задрожала и закричала, волнуясь вновь до слез:
— Вот она, рукопись! Вот она!
Она кинулась к Воланду и восхищённо добавила:
— Всесилен! Всесилен!
Возлюбленные воссоединяются и счастливо живут в «подвале» Мастера, куда к ним по приказу Воланда прибывает демон Азазелло. Он забирает их в место вечного покоя и уединения, при этом Маргарита говорит Мастеру, чтобы он забрал рукопись с собой, на что тот отвечает, что знает роман наизусть. На её вопрос, сумеет ли он воспроизвести его дословно, Мастер отвечает: «— Не беспокойся. Я теперь ничего и никогда не забуду…» После этого Азазелло поджигает квартиру вместе с рукописью, и они втроём улетают на волшебных конях.

## Автобиографические и литературные мотивы

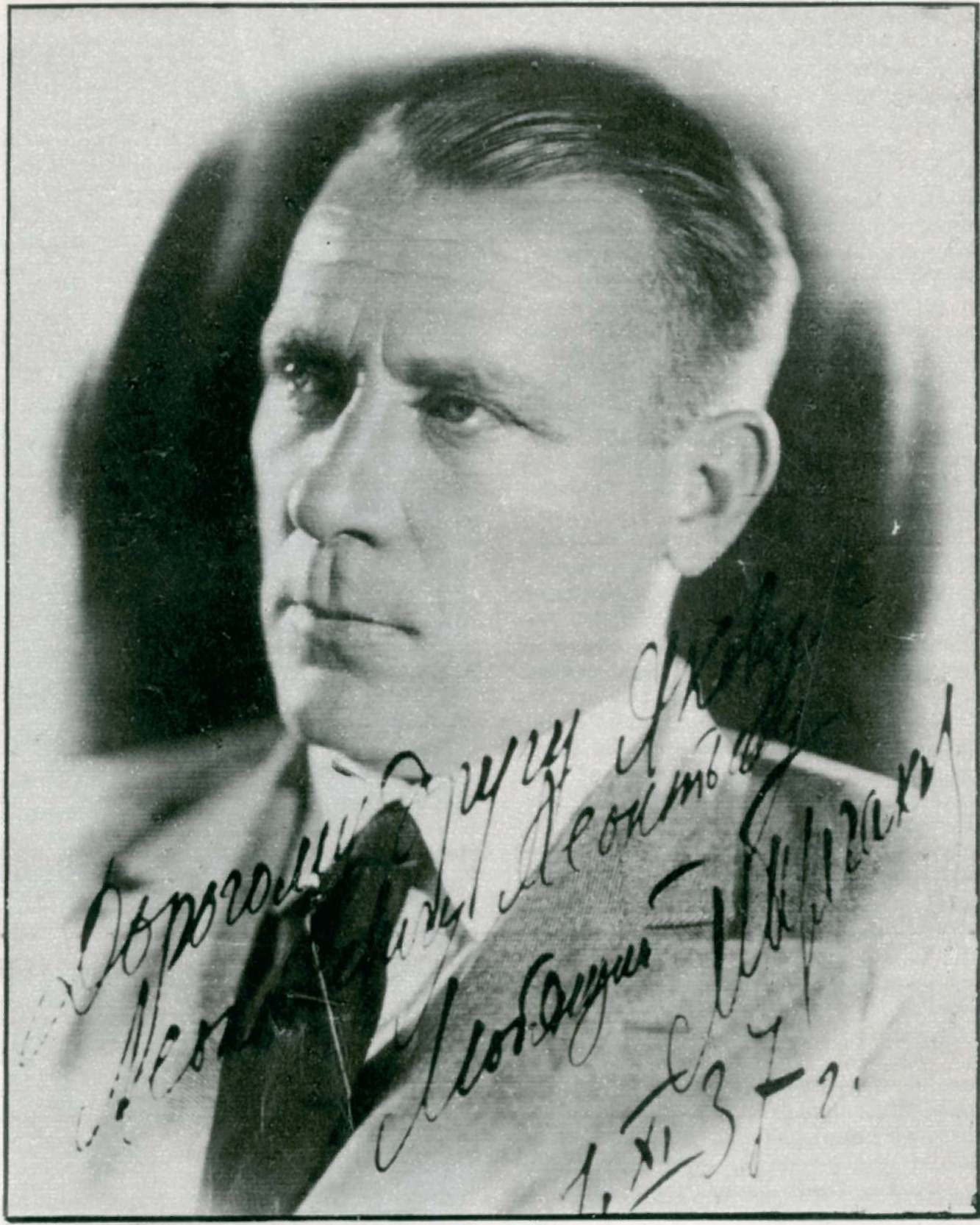
Михаил Булгаков, фото 1937 года

### Создание и попытки публикации «Мастера и Маргариты»
Писатель вынужден был уничтожать свои произведения несколько раз, в том числе и рукописи своего последнего романа. Если ангажированные массолитовские критики устраивают обструкцию Мастеру из-за романа о Понтии Пилате (который в состоянии понять лишь Маргарита, Воланд и Иешуа), сопровождая её требованиями «ударить по пилатчине», то в реальной жизни писателю пришлось столкнуться с ситуациями, когда не только запрещались его произведения, но и звучали призывы «ударить по булгаковщине» (газета «Рабочая Москва», 1928). К работе над последним романом он приступил в 1928—1929 годах. После травли в прессе, а также после запрета пьесы «Кабала святош» (1929), первая редакция «закатного» романа была сожжена автором, что, видимо, было вызвано резкой сатирической направленностью произведения. В письме правительству, отправленном через десять дней после уничтожения рукописи, он указывал: «И лично я, своими руками, бросил в печку черновик романа о дьяволе…» Само событие, по мнению булгаковедов, образно описано в главе «Явление героя», когда Мастер «вынул из ящика стола тяжёлые списки романа и черновые тетради и начал их жечь». Небольшая часть уничтоженного произведения (две тетради с разорванными страницами, а также немногочисленные рукописные листы из третьей тетради) уцелела. Однако автор, несмотря на давление и некоторый упадок сил, всё же вернулся к работе и не прекращал её до самой смерти.
10 октября 1933 года у себя на квартире автор читал друзьям вторую редакцию романа. По сообщению его третьей жены Елены Сергеевны, присутствующая на вечере Анна Ахматова всё время молчала. Видимо, это было связано с тем, что в этом варианте текста содержалась острая критика советских реалий, и поэтесса переживала за будущее Булгакова. 12 октября он узнал, что драматурги Николай Эрдман и Владимир Масс были арестованы «за какие-то сатирические басни». После это Михаил Афанасьевич вынужден был сжечь часть романа. Работу над третьей редакцией относят ко второй половине 1936 года — 1937 году. Зимой 1940 года самочувствие писателя резко ухудшилось, как бывший врач он понимал, что смертельно болен. Писатель уже не вставал с постели, однако продолжал работать. Его жена в те дни отмечала в дневнике: «Миша, сколько хватает сил, правит роман, я переписываю». 15 июня 1938 года он писал жене о судьбе своего главного произведения: «Вероятно, ты уложишь его в бюро или в шкаф, где лежат убитые мои пьесы, и иногда будешь вспоминать о нём. Впрочем, мы не знаем нашего будущего. <…> Теперь меня интересует твой суд, а буду ли я знать суд читателей, никому неизвестно». По воспоминаниям Елены Сергеевны, в конце зимы 1940 года муж почти утратил возможность диктовать, однако по-прежнему пытался редактировать рукопись. По данным исследователей, последняя авторская правка была внесена 13 февраля в главу о Маргарите, наблюдающей за похоронами Берлиоза, и звучала как предчувствие: «Так это, стало быть, литераторы за гробом идут?». Жена вспоминала, что, однажды, когда уже смертельно больной муж почти потерял дар речи, он что-то мучительно пытался ей пояснить: «Тогда я догадалась и спросила: „Твои вещи?“ Он кивнул с таким видом, что и „да“, и „нет“. Я сказала: „Мастер и Маргарита“? Он, страшно обрадованный, сделал знак головой, что „да, это“. И выдавил из себя два слова: „чтобы знали, чтобы знали“». За пять месяцев до смерти, последовавшей 10 марта 1940 года, Михаил Афанасьевич составил завещание, согласно которому забота о рукописях поручалась наследнице — жене. На доработку «Мастера и Маргариты» вдова писателя потратила более двадцати лет.
Вдова предприняла несколько попыток напечатать роман; это удалось сделать только во второй половине 1960-х годов: первоначально в сокращённом виде в журнале «Москва» (№ 11, 1966 и № 1, 1967). В 1967 году в издательстве «YMCA-Press» вышел первый полный книжный вариант «Мастера и Маргариты», текст которого соответствовал машинописной рукописи. В 1969 году в эмигрантском издательстве «Посев» вышло издание, где цензурные изъятия, сделанные при подготовке журнальной версии, были выделены курсивом. В СССР отдельное книжное издание впервые увидело свет в 1973 году. Уже через несколько десятилетий после первой публикации роман стал одним из наиболее известных не только в русской, но и мировой литературе.

### Неуничтожимость «Слова» в творчестве писателя

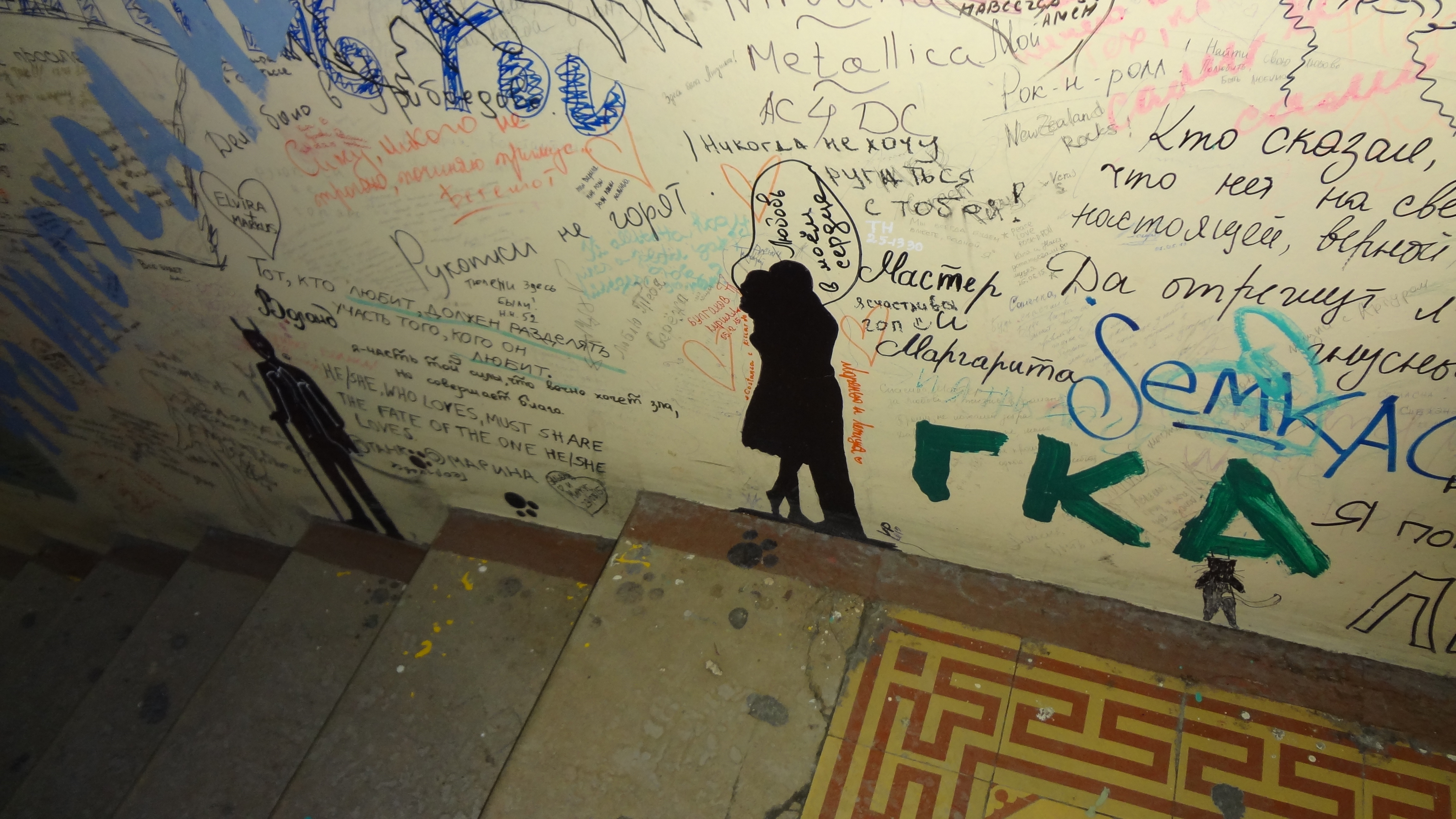
Надпись «Рукописи не горят» на стене «нехорошей лестницы» в подъезде № 6 дома № 10 на Большой Садовой улице в Москве, где проживал Булгаков и происходит действие нескольких сцен романа «Мастер и Маргарита». Также на лестничной площадке зафиксирован парафраз: «Рукописи не горят, и надписи со стен не стираются»

Исследователи отмечали, что история Мастера во многом схожа с жизнью Булгакова, творчество которого в целом очень автобиографично; в полной мере это можно отнести к личности Мастера. Впервые тема вечности «Слова» была поднята Булгаковым в первой части автобиографической повести «Записки на манжетах» (1922—1923). В ней описывались обстоятельства создания последней пьесы, написанной им во Владикавказе, — «Сыновья муллы» (премьера в Первом советском театре — 15.05.1921). Главный герой принимает предложение помощника присяжного поверенного написать революционную пьесу «из туземной жизни». Написанная на скорую руку драма не удовлетворила автора (по его словам, в «смысле бездарности — это было нечто совершенно особенное, потрясающее»), и он решает её уничтожить. «Я начал драть рукопись. Но остановился. Потому что вдруг, с необычайной, чудесной ясностью, сообразил, что правы говорившие: написанное нельзя уничтожить! Порвать, сжечь… от людей скрыть. Но от самого себя — никогда! Кончено! Неизгладимо. Эту изумительную штуку я сочинил. Кончено!» Комментируя этот автобиографический эпизод из жизни Булгакова, литературовед Борис Соколов подчёркивал, что писатель ещё в начале 1920-х годов понял, что «свой след в жизни оставляют любые произведения, в том числе и такие бездарные», как пьеса «Сыновья муллы». Её судьба в некоторой мере иллюстрирует мысль автора о нетленности творческого произведения. Так, после его переезда в Москву в сентябре 1921 года он уничтожил рукопись пьесы. Однако в 1960 году в Грозном был найден её суфлёрский экземпляр, и с ней смогли ознакомиться читатели и специалисты. Примерно такая же история произошла и с дневником Булгакова «Под пятой» (1922—1925), который был конфискован при обыске на его квартире 7 мая 1926 года, но возвращён ему. После этого он сжёг его почти полностью, но текст сохранился в виде копий (фото- и машинописной), снятых с подлинника в ОГПУ.
Исследователи проецируют афоризм и на эпизод из незавершённого романа «Записки покойника». Он написан от первого лица, от имени некоего киевского писателя Сергея Леонтьевича Максудова, покончившего жизнь самоубийством. В предисловии указывается, якобы автор его вовсе и не автор рукописи, а лишь «издатель» записок Максудова, который отослал сочинение «своему единственному другу» с просьбой выправить его и издать под собственным именем. Также «издатель» сообщал, что убрал из книги эпиграф, который он признал «претенциозным, ненужным и неприятным…», однако в следующем же предложении раскрывает его содержимое: «Коемуждо по делом его…». По мнению исследователей, такой сюжетный поворот подтверждает вывод, что рукописи не горят, являясь обобщением содержания незавершённой книги и задаёт «ключ» к её пониманию. Мотив вечности искусства появляется и в историческом романе «Мольер» (впервые опубликован под названием «Жизнь господина де Мольера» в 1962 году в серии ЖЗЛ). В черновиках книги содержится обвинение католического священника Варфоломея Рулле в адрес французского драматурга: «Демон, вольнодумец, нечестивец, достойный быть сожжённым». По оценке Соколова, эти слова нашли отражение в эпилоге романа, где рассказывается о печальной судьбе рукописей и писем Мольера, от которых практически ничего не осталось, «кроме двух клочков бумаги, на которых когда-то бродячий комедиант расписался в получении денег для своей труппы». Этот эпизод булгаковед соотносил с восстановлением из небытия Воландом рукописи Мастера.

### Характеристика и интерпретации выражения
Я памятник себе воздвиг нерукотворный,

К нему не зарастёт народная тропа,

Вознёсся выше он главою непокорной

Александрийского столпа.
Нет, весь я не умру — душа в заветной лире

Мой прах переживёт и тленья убежит —

И славен буду я, доколь в подлунном мире

Жив будет хоть один пиит.
В литературе «рукописи не горят» характеризуют в качестве крылатого выражения, афоризма, фразеологизма, литературной цитаты. Лингвист-славист Валерий Мокиенко, наряду с другими известными цитатами Булгакова («Аннушка уже разлила масло», «Правду говорить легко и приятно», «Осетрина второй свежести», «Рукописи не горят», «Нет документа, нет и человека», «Разруха сидит не в клозетах, а в головах»), отнёс его к выражениям, ставших «достоянием народного языка». Булгаковед Борис Мягков писал, что слова Воланда имеют афористический характер, и для автора в них заключался «высший смысл» — «утверждение бессмертия духа», как это имеет место в стихотворении Александра Пушкина «Памятник» («Я памятник себе воздвиг нерукотворный…»; 1836). Литературовед Владимир Лакшин также помещал стихи Пушкина (в частности, «Слух обо мне пройдёт по всей Руси великой») в контекст цитаты Булгакова, а также находил взаимосвязь с «прозрением» молодой Марины Цветаевой: «Моим стихам, // Как драгоценным винам, // настанет свой черёд» («Моим стихам, написанным так рано…»; 1913). В жизни Мастера, кроме булгаковских, также присутствуют некоторые элементы из биографии Николая Гоголя, одного из любимых писателей Михаила Афанасьевича. Так, эпизод с сожжённым романом Мастера — это не только булгаковское воспоминание о собственном раннем черновике, сгоревшем в камине, но и отсылка к истории второго тома «Мёртвых душ» (1835), уничтоженного (не полностью) в 1843 году и 1845 году Николаем Васильевичем, согласно легенде, посчитавшим его негодным произведением. После уничтожения второго тома в одном из писем он признавался, что содержание поэмы «вдруг воскреснуло в очищенном и светлом виде, подобно фениксу из костра», отметив также, что «тайна „Мёртвых душ“ должна будет вдруг, к изумлению всех, раскрыться в последующих томах». Даже внешний облик Мастера приближен к Гоголю: «Бритый, тёмноволосый, с острым носом, встревоженными глазами и со свешивающимся на лоб клоком волос…», такое описание совпадает и с обликом героя «Записок покойника».
По словам булгаковеда Лидии Яновской, мысль об утраченных произведениях по-настоящему волновала писателя; Михаил Афанасьевич считал, что «созданное — создано, даже если оно не сохранилось». Из этой веры родился воландовский тезис «Рукописи не горят!» В архиве Булгакова сохранились выписки из работы книговеда Михаила Щелкунова «Искусство книгопечатания в его историческом развитии» (1923), где содержится следующий вывод: «если душа книги — её содержание, то тело книги — бумага, на которой она напечатана». Обратив внимание на этот фрагмент, Соколов отметил, что сожжение романа и отказ Мастера от борьбы не может привести к уничтожению «бессмертной души» творения — истории Иешуа и Пилата. Писатель и литературовед Александр Мирер расценил уничтожение рукописи («…Роман, упорно сопротивляясь, всё же погибал») Мастером страхом, что совпадает с поведением Пилата, который тоже «убил» из страха. Соколов отметил параллелизм афоризма и латинской пословицы «Verba volant, scripta manent» — «Слова улетают, написанное остаётся» и указал, что её часто применял Михаил Салтыков-Щедрин, оказавший большое влияние на Булгакова. Кроме того, слово «volant», вероятно, связано с именем Воланд (Woland). Исследователь подытожил своё сравнение следующим образом: «Сам Булгаков, уничтоживший первую редакцию М. и М., убедился, что раз написанное уже невозможно изгнать из памяти, и в результате оставил после смерти в наследство потомкам рукопись великого произведения».

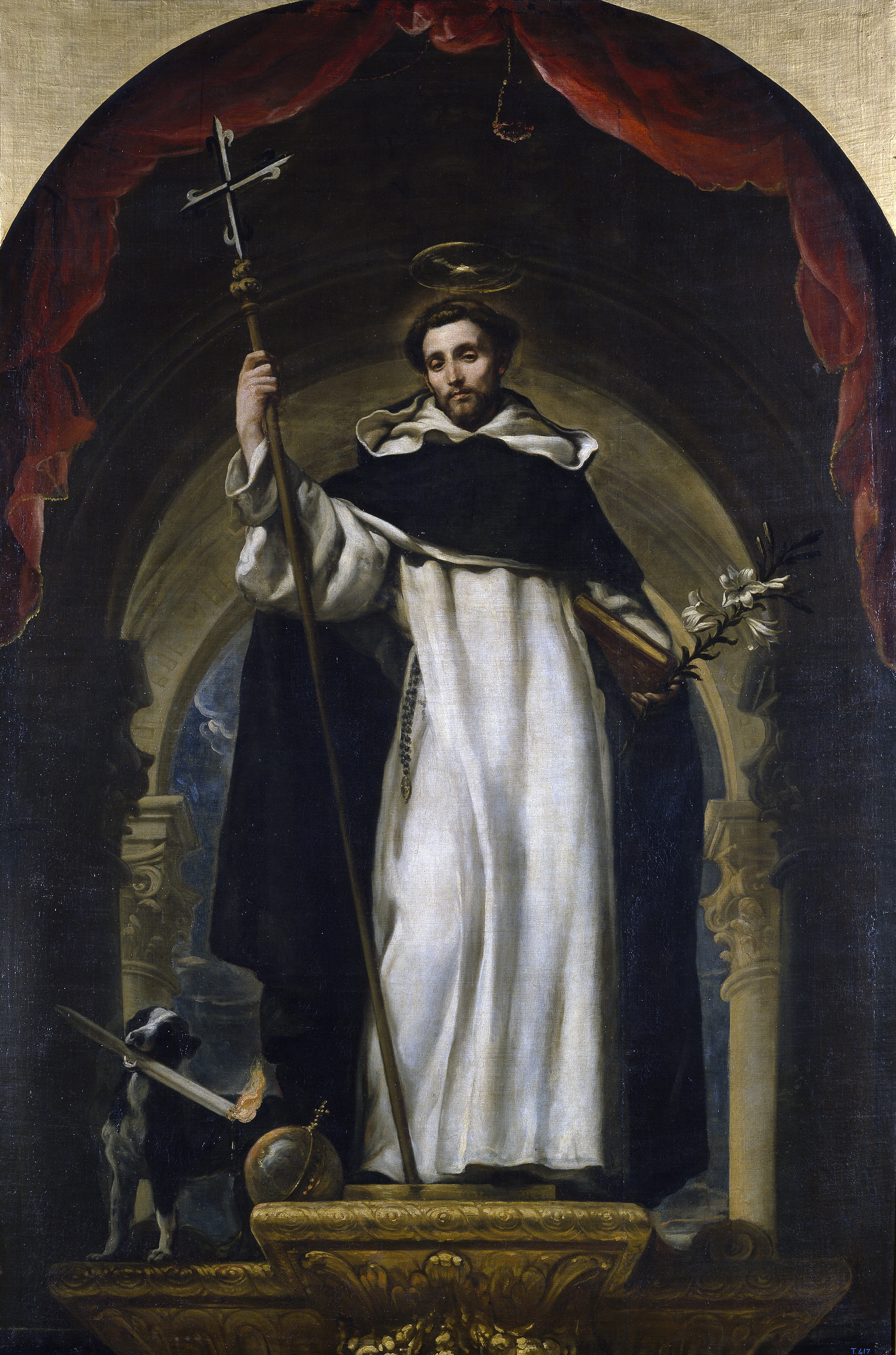
Клаудио Коэльо. Портрет Святого Доминика, ок. 1685

Филолог Ирина Галинская скептически подытожила «восторженно-романтический» подход к трактовке афоризма следующим образом: «…критиками на разные лады высказывалось убеждение, что упрямая сила творческого духа проложит себе дорогу и восторжествует; что история раньше или позже всё расставит по местам, и правда выйдет наружу; что всё сбудется для того, кто умеет ждать; что сам Булгаков горячо верил в несомненное торжество справедливости, в то, что настоящее искусство в конце концов завоюет себе признание». Мирер также не соглашался со «сладко-оптимистическим» объяснением фразы, напоминая сколько литературных произведений было уничтожено в 1930-е годы. По его оценке, в тривиальном толковании цитаты присутствует «оптимизм травленого волка». «Это рецепт практического поведения: не пытайтесь доводить до конца извечное дело литератора, не мечтайте о книжных прилавках и запахе свежей типографской краски, создавайте манускрипты — и близко не подходите к редакциям: затравят, не напечатав, как затравили Мастера. И рукопись сгорит в той или иной печи», — писал Мирер. Он также пришёл к выводу, что «секрет» романа Булгакова, то, что он дошёл до читателя, заключается в том, что писатель не отдал его в редакции, держал его в тайне, и на него никто не донёс.
По мнению Галинской, афоризм Воланда является одной из отсылок к альбигойской ереси, представленных в последнем романе писателя. В частности, такая параллель прослеживается с историей Доминика де Гусмана, испанского католического монаха, проповедника, основателя ордена доминиканцев. Согласно легендам и агиографическим источникам, в 1205 году в Лангедок, где альбигойская ересь была широка представлена, был направлен Доминик с целью вести борьбу с этим учением. Он вёл многочисленные споры с альбигойскими священнослужителями и записал свои аргументы письменно, после чего передал рукопись своим противникам, которые решили сжечь её. Однако чудесным образом им не удалось этого добиться: «пламя отнеслось к рукописи Доминика с благоговением и трижды оттолкнуло её от себя». Исследовательница предполагает, что эта легенда могла послужить отправной точкой к знаменитому эпизоду из романа «Мастер и Маргарита», в частности, это касается экзегетического характера манускрипта Доминика и книги Мастера: «Отчего, по Булгакову или, вернее, по логике избранной им модели (и к вящему интересу сюжета), рукопись такого сочинения сгореть не могла!».
Ирина Белобровцева и Светлана Кульюс в книге «Роман М. Булгакова „Мастер и Маргарита“. Комментарий» сделали несколько выводов относительно характера крылатого выражения. Они предположили, что слова Воланда имеют магическую, «заклинательную» функцию и отражают установку автора на воздействие на людей зарядом: «В такой энергии (ведь герой — именно мастер Слова и именно своим романом заклинает высшие силы, в том числе и демонические) имела и биографическую проекцию». Они предположили, что особенности работы над романом и поведение писателя в последние месяцы жизни были способом «повлиять своим творением на собственную судьбу и заклясть смерть». Кроме того, Белобровцева и Кульюс обратили внимание на то, что в поэтике Булгакова существует «неуничтожимость творения, сокровенного Слова Истины», что подтверждает вывод о «истинности» творчества Мастера, также его эзотерический характер и его книги. В этом плане показательно возвращение рукописи автора после того как она была дважды уничтожена. Это может быть интерпретировано в магическом плане, как «обретение „потерянного слова“», а его автор как обладатель высшего теургического знания. «И, наконец, роман мастера оказывается магической формулой такого уровня, что даже его фрагмент („Тьма, пришедшая со Средиземного моря…“) обладает чудодейственной силой: им как заклинательным текстом героиня призывает представителя иного измерения и узнает о судьбе мастера». Заклинание («скрытая мольба о своей писательской судьбе») направлено в адрес некоей высшей справедливости, о чём может свидетельствовать и сознательное придание Булгаковым своему роману характера «завещания». Соавторы также отнесли слова «рукописи не горят» к своеобразным «заветам», которые были «выстраданы» автором, и которым он и им сам следовал в жизни. К ним можно отнести: «Никогда не разговаривайте с неизвестными!», «Правду говорить легко и приятно», «Никогда и ничего не бойтесь!», в том числе и те «правила-обращения», которые произносит Воланд: «Никогда и ничего не просите! Никогда и ничего, и в особенности у тех, кто сильнее вас», «Тот, кто любит, должен разделять участь того, кого он любит», «Всё будет правильно, на этом построен мир». Во второй половине 1960-х годов, после издания романа в журнале «Москва» выражение вышло за рамки творчества Булгакова и стало «символом возрождавшейся из небытия истинной литературы 1920—1930-х гг.».
Однако тезис о нетленности рукописей распространяется только на действительно талантливые произведения, а не на литературные поделки, которые в романе символизируют деятельность МАССОЛИТа, являющегося пародией на Союз писателей и Дом Герцена, в стенах которого базировались РАПП и Московская ассоциация пролетарских писателей (МАССПРОПИС). На «ложный», нетворческий характер деятельности писательской организации указывается в романе также тем, что, в отличие от «несгораемой рукописи мастера», во время пожара, устроенного Коровьевым и Бегемотом, горят «кипы бумаг» МАССОЛИТа в Доме Грибоедова: «лежащие на окне второго этажа папки с бумагами в комнате редакции вдруг вспыхнули…», после чего огонь распространился по всему зданию. Булгаковед Феликс Балонов обратил внимание, что у писателя речь идёт о рукописях во множественном числе, и слова о их несгораемости произносит хоть и необычный, но Сатана. Роман Мастера, продолжал критик, представляет собой апокрифическое Евангелие, и рукописи произведений такого жанра не горят. В конечном итоге Воланд завладевает романом, так как это «по его ведомству», а Евангелие подлинное находится «под защитой самого Господа…». С позиций ортодоксального православия рассмотрел роман религиовед Андрей Кураев.
Филолог Екатерина Суровцева под влиянием идей Кураева проанализировала тезис «рукописи не горят» в отношении фантастического романа братьев Стругацких «Хромая судьба» (1982—1985; первая публикация в 1986 году), вообще насыщенного отсылками к творчеству Булгакова.

## Пародии и парафразы
Булгаковская фраза стала названием ряда музыкальных произведений и расхожим афоризмом.
Парафразой является название романа Аркадия Арканова «Рукописи не возвращаются», где содержатся многочисленные аллюзии на роман Булгакова.